# Anstey, Hertfordshire
Anstey är en civil parish i Storbritannien.   Den ligger i grevskapet Hertfordshire och riksdelen England, i den sydöstra delen av landet, 50 km norr om huvudstaden London. Antalet invånare är 338. Arean är 8,7 kvadratkilometer.
Terrängen i Anstey är platt.